# Portret van Johan Wilhelm van Lansberge
Portret van Johan Wilhelm van Lansberge is een 19e-eeuws schilderij van Andries van den Berg in het Rijksmuseum in Amsterdam.

## Voorstelling
Het schilderij, een kniestuk, toont een staande man met bakkebaarden, tegen een neutrale achtergrond. De man, Johan Wilhelm van Lansberge (1830-1906), was gouverneur-generaal van Nederlands-Indië van 1875 tot 1880. Hij draagt een ambtskostuum dat bestaat uit een donkere pantalon en een rokjas van donkerblauw laken, waarop goudborduursel en vergulde knopen voorzien van een gekroonde W zijn aangebracht. Het borduursel bestaat uit eikentakken met eikenbladeren en eikels, vervlochten met lauwertakken en -bladeren en kelkjes. Hij houdt zijn steek in zijn rechterhand. Van Lansberge draagt een lint van de Orde van de Nederlandse Leeuw over zijn rechterschouder op zijn linkerheup en een aantal versierselen van andere orden. Aan zijn linkerzij is het gevest van een degen zichtbaar. In de linkerbovenhoek van het schilderij is het wapen van de familie Van Lansberge afgebeeld.
Het portret werd een aantal jaren na afloop van Van Lansberges ambtsperiode geschilderd.

## Toeschrijving en datering
Het schilderij is rechtsonder gesigneerd en gedateerd 'A. v.d. Berg: 1887'.

## Herkomst
Het werk werd door Van den Berg gemaakt voor de portrettengalerij van de gouverneurs-generaal van Nederlands-Indië in paleis Rijswijk in Batavia. Andere portretten die Van den Berg voor deze serie maakte, zijn het portret van James Loudon en het portret van Cornelis Theodorus Elout. In januari 1950 werden de 67 portretten uit de galerij overgebracht naar het Rijksmuseum in Amsterdam. 